# غسان الخطيب
غسان الخطيب (ولد في 1954) سياسي فلسطيني. ولد في نابلس بالضفة الغربية وهو عضو في حزب الشعب الفلسطيني. الخطيب متزوج وله ثلاثة أولاد. كان أيضا عضوا في وفد مدريد للسلام في عام 1991 وشارك في مفاوضات واشنطن من 1991 إلى 1993. عين وزير العمل في السلطة الوطنية الفلسطينية في عام 2002 ثم وزير التخطيط والتنمية الإدارية من 2005 إلى 2006. شغل منصب مدير المركز الإعلامي الحكومي.

## السيرة الذاتية
غسان الخطيب محاضر في الدراسات العربية المعاصرة والدراسات الدولية في جامعة بيرزيت. شغل منصب مدير المركز الإعلامي الحكومي في 2009-2012 ووزير العمل الفلسطيني 2002-2004 ووزير التخطيط 200-2006. كان الخطيب نائبا لرئيس توعية المجتمع المحلي في الفترة 2006-2009 ونائب رئيس النهوض في 2012-2016 في جامعة بيرزيت. كان مؤسس ومدير مركز القدس للإعلام والاتصال المتخصص في البحوث واستطلاعات الرأي والأنشطة الإعلامية. كما كان عضوا في الوفد الفلسطيني لمؤتمر مدريد للسلام في الشرق الأوسط عام 1991 والمفاوضات الثنائية الإسرائيلية الفلسطينية التي تلت ذلك في واشنطن من 1991 إلى 1993. كان الخطيب قد شارك في تأسيس و شارك في توجيه مجلة bitterlemons.org وهي مجلة سياسية فلسطينية إسرائيلية. كان عضوا في الفريق العامل المشترك المعني بالعلاقات الإسرائيلية الفلسطينية في مركز ويثرهيد للشؤون الدولية بجامعة هارفارد بالولايات المتحدة. الخطيب حاصل على شهادة الدكتوراه في السياسة في الشرق الأوسط من جامعة دورهام ومؤلف السياسة الفلسطينية وعملية السلام في الشرق الأوسط: الإجماع والمنافسة في فريق التفاوض الفلسطيني.